# Islam aux Émirats arabes unis

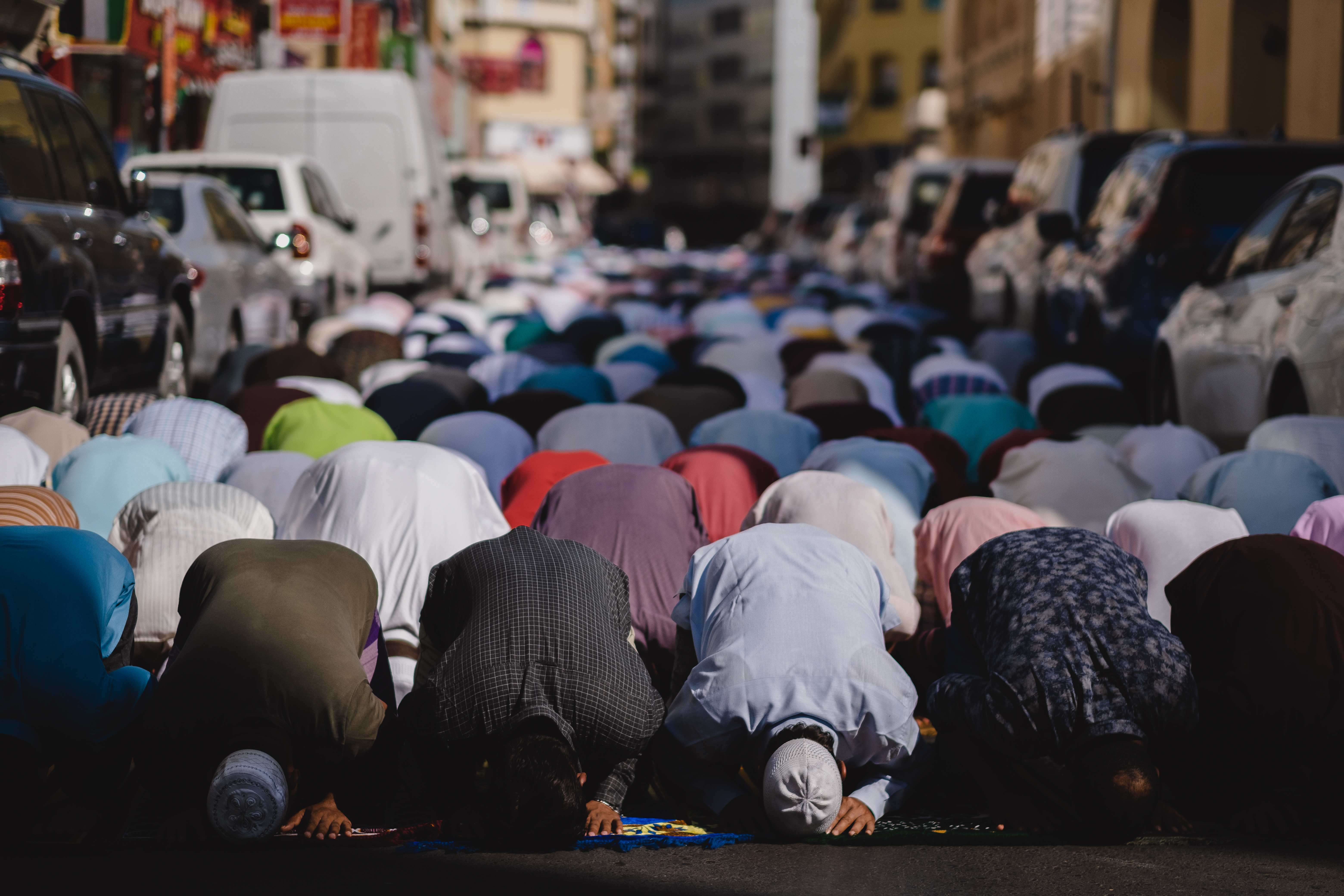
Musulmans priant dans le quartier de Deira à Dubaï.

L'islam est la religion officielle des Émirats arabes unis. Les familles régnantes Al Nahyane et Al Maktoum adhèrent à l'école de jurisprudence malékite issue de la dynastie Uyunide.
90 % de la population est étrangère. Les résidents étrangers proviennent surtout d'Asie du Sud et du Sud-Est, ainsi que dans une moindre mesure du Moyen-Orient, d'Europe, d'Asie centrale et d'Amérique du Nord. Un recensement de toute la population résidente indique 76 % de musulmans, 9 % de chrétiens, 5 % d'hindous, 5 % de bouddhistes, et 5 % d'autres religions comme les Parsis, les bahaïs et les sikhs.

## Histoire
La population fut convertie à l'islam lors de l'invasion arabe en 632. Son histoire s'est ensuite confondue avec celle des califats omeyyade puis abbasside. Les habitants de la région ont vécu du commerce des perles et de piraterie jusqu'en 1820, où les Britanniques leur ont imposé leur tutelle pour protéger la route des Indes. C'est en 1971 que la fédération des Émirats arabes unis est créée, après cession par les Britanniques en 1968.

## L'islam actuel
La charia est la base de la législation des Émirats. La liberté de religion est garantie aux non-musulmans tant qu'ils ne violent pas les lois ou la morale publique.